# Trudy Groenman
Gertruida Groenman Walhof, detta Trudy (15 gennaio 1944), è un'ex tennista olandese.
È conosciuta anche con il cognome Walhof.

## Carriera
In carriera ha raggiunto una finale di doppio al Dutch Open nel 1971, in coppia con la tedesca Katja Ebbinghaus. Nei tornei del Grande Slam ha ottenuto il suo miglior risultato a Wimbledon raggiungendo le semifinali di doppio misto nel 1964, e i quarti di finale nel singolare nel 1966. Ha inoltre raggiunto i quarti di finale di doppio all'Open di Francia nel 1971.
In Fed Cup ha giocato un totale di 25 partite, ottenendo 12 vittorie e 13 sconfitte.

## Statistiche

### Doppio

#### Finali perse (1)
| Numero | Anno           | Torneo                | Superficie | Compagna         | Avversarie in finale           | Punteggio |
| 1.     | 15 agosto 1971 | Dutch Open, Hilversum |            | Katja Ebbinghaus | Christina Sandberg Betty Stöve | 1-6, 2-6  |